# Kardiomegalija
Kardiomegalije ili uvećanje srca (od grč. reči καρδία — srce, i μεγάλος — veliko), je stanje koje se karakteriše promenjenim oblikom ili uvećanjem ukupne mase srca. U većini slučajeva kardiomergalija ne označava nijedan entitet kao sindrom, već je najčešće jedna od glavnih manifestacija hronične bolesti srca ili pokazatelj prisustva ekstrakardijalnih patoloških promena. 
Kardiomegalije mogu biti urođene i stečene. Mogu se javiti u patologiji bolesnika različitih polnih i starosnih grupa. 

## Etiopatogeneza
Uvećanje srca samo po sebi nije bolest, već simptom kojim se manifestuju druga srčana oboljenja. U slučaju uvećanja srca dolazi do postepenog porasta rada srca, što često prolazi bez simptoma. Glavni etiološku uzroci nastanka kardiomegalije je izmenjena kardiodinamika srca, koja uključuje anomalije srčanih zalistaka, hipertenziju i razne oblike kardiomiopatije. U manjoj meri, kardiomegalija je posledica organske bolesti srca, kao i masivnog razvoj kardioskleroze, koja utiče na stanja srčanih šupljina i srčani mišić. 
Postoji mnoštvo različitih uzroka koji izazivaju uvećanja srca. Oni se mogu javiti spontano, tokom trudnoće ili prilikom izloženosti psihofizičkom stresu. Uzroci mogu biti patološki (oboljenja srčanog mišića) ili fizički (drugo oboljenje ili povreda koja indirektno utiče na rad srčanog mišića) Pojavu kardiomegalije pokreću i nasleđeni oblici urođenih genetskih faktora. 
Mogući uzroci kardiomegalije
| - Bolesti srčanih zalistaka - Kardiomiopatija (bolest srčanog mišića) - Plućna hipertenzija - Perikardijalna efuzija (tečnost oko srca) - Poremećaji štitnjače - Šećerna bolest - Hemohromatoza (prekomerno gvožđe u krvi) | - Retke bolesti kao što je Amiloidosis - Virusna infekcija srca - Trudnoća, sa uvećanim srcem (peripartum kardiomiopatija) - Bolest bubrega koja zahteva dijalizu - Zloupotreba alkohola - Zloupotreba kokaina - HIV infekcija |

Takođe treba imati u vidu o fiziološkoj varijanti kardiomegalije, koji se javlja kod profesionalno hiperaktivnih ljudi i/ili profesionalnih sportista. Povećana masa srca i istezanje mišićnih vlakana u ovoj situaciji je kompenzatorni mehanizam, i zato kardiomegaliju ne treba smatrati patološkim stanjem.

## Klinička slika
Za mnoge bolesnike kardiomegalija je asimptomatska. Za druge, ako uvećano srce počne da utiče na sposobnost tela da efikasno pumpa krv, mogu se javiti simptomi koji su posledica kongestivne srčane insuficijencije. Najčešći simptomi i znaci koji dominiraju manifestnom kliničkom slikom su:
- Srčana palpitacija - nepravilno udaranje srca, obično povezano sa narušenom funkcijom srčanih zalistaka.
- Otežano disanje sa kratkotrajnim daha (naročito kad je bolesnik fizički aktivna) - nepravilno disanje u kom se ne može da uhvati ritam disajnih pokreta.
- Bol u grudima
- Umor
- Otoci nogu
- Povećan trbuh
- Dobijanje na težini
- Edem - otok
- Gubitak svesti.[1]

## Dijagnoza
Bolest dijagnostikuje kardiolog, fizikalnim pregledom i dopunskim testovima:
- ultrazvučnim pregledom srca;
- elektrokardiogramom;
- rentgenskim pregledom grudnog koša;
- magnetnom rezonantnom tomografijom.

## Terapija
Tretmani kardiomegalije uključuju kombinaciju lečenja lekovima i medicinskih / hirurških postupaka. Ispod su neke od mogućnosti lečenja za pojedince sa kardiomegalijom: [potreban citat]

### Lekovi
- Diuretici: za smanjenje količine natrijuma i vode u telu, što može pomoći u snižavanju pritiska u arterijama i srcu.
- Inhibitori angiotenzin-konvertujućeg enzima (ACE): za snižavanje krvnog pritiska i poboljšanje sposobnosti pumpanja srca.
- Blokatori angiotenzinskih receptora (ARB): da obezbede prednosti ACE inhibitora za one koji ne mogu da uzimaju ACE inhibitore.
- Beta blokatori: za snižavanje krvnog pritiska i poboljšanje rada srca.
- Digoksin: za poboljšanje pumpne funkcije srca i smanjenje potrebe za hospitalizacijom zbog srčane insuficijencije.
- Antikoagulanti: za smanjenje rizika od stvaranja krvnih ugrušaka koji mogu izazvati srčani ili moždani udar.
- Antiaritmici: za održavanje normalnog ritma srca.

### Medicinski uređaji za regulisanje otkucaja srca
- Pejsmejker: Koordinira kontrakcije između leve i desne komore. Kod ljudi koji mogu biti u opasnosti od ozbiljnih aritmija, može se koristiti terapija lekovima ili implantabilni kardioverter-defibrilator (ICD).
- MKB: Mali uređaji ugrađeni u grudi radi stalnog praćenja srčanog ritma i pružanja električnih udara kada je potrebno za kontrolu abnormalnih, ubrzanih otkucaja srca. Uređaji mogu da rade i kao pejsmejkeri.

### Hirurške procedure
- Operacija srčanih zalistaka: Ako je povećano srce uzrokovano problemom sa jednim od srčanih zalistaka, može se izvršiti operacija za uklanjanje ventila i zamenu veštačkim zaliskom ili tkivnim ventilom od svinja, krava ili umrlog ljudskog davaoca. Ako krv curi unazad kroz ventil (regurgitacija ventila), ventil koji curi može se hirurški popraviti ili zameniti.
- Operacija koronarnog premosnika: Ako je uvećano srce povezano sa koronarnom bolešću, može se odlučiti za operaciju premosnice koronarne arterije.

Uređaj za pomoć levoj komori: (LVAD): Ova implantabilna mehanička pumpa pomaže slaboj pumpi srca. LVAD se često implantiraju dok pacijent čeka na transplantaciju srca ili, ako pacijent nije kandidat za transplantaciju srca, kao dugotrajni tretman za zatajenje srca.
- Transplantacija srca: Ako lekovi ne mogu da kontrolišu simptome, transplantacija srca je često konačna opcija.

### Promene životnog stila
- Prestanak pušenja
- Ograničavanje unosa alkohola i kofeina
- Održavanje zdrave težine
- Povećanje unosa voća i povrća u svakodnevnoj ishrani
- Ograničavanje konzumacije hrane sa visokim sadržajem masti i/ili sa visokim sadržajem šećera
- Dovoljno sna i miran san

## Prognoza
Tačna stopa smrtnosti za osobe sa kardiomegalijom nije poznata. Međutim, mnogi ljudi žive jako dugo sa povećanim srcem i ako se rano otkriju, lečenje može pomoći u poboljšanju stanja i produžiti život ovih ljudi. 
Za neke ljude kardiomegalija je privremeno stanje, koje se može rešiti samo od sebe, čineći nečiji način života normalnim kao ranije. Drugi mogu imati trajno povećanje, o čemu bi onda trebalo voditi računa gorenavedenim opcijama lečenja.
Kardiomegalija može napredovati i određene komplikacije su česte:
- Srčana insuficijencija: Jedan od najozbiljnijih tipova uvećanog srca, povećana leva komora, povećava rizik od srčane insuficijencije. Kod srčane insuficijencije, srčani mišić slabi, a komore se protežu (šire) do te mere da srce ne može efikasno pumpati krv po celom telu.
- Krvni ugrušci: Povećanje srca može povećati rizik od stvaranja krvnih ugrušaka u sluznici srca. Ako ugrušci uđu u krvotok, mogu blokirati protok krvi u vitalne organe, čak uzrokujući srčani ili moždani udar. Ugrušci koji se razvijaju na desnoj strani srca mogu putovati u pluća, opasno stanje koje se naziva plućna embolija.
- Šum na srcu: Za ljude koji imaju uvećano srce, dva od četiri zaliska srca - mitralni i trikuspidalni zalistak - možda se neće pravilno zatvoriti jer se šire, što dovodi do povratnog toka krvi. Ovaj tok stvara zvukove koji se nazivaju srčani šumovi.

## Spoljašnje veze
|  | Molimo Vas, obratite pažnju na važno upozorenje u vezi sa temama iz oblasti medicine (zdravlja). |